# Cristina Bazán
Cristina Bazán fue una telenovela puertorriqueña, producida por Telemundo Puerto Rico, dirigida por Ulises Brena, adaptación de Manuel G. Piñera e historia de Inés Rodena. 
Johanna Rosaly, José Luis Rodríguez "El Puma", Orville Miller y Alejandra Pinedo fueron los protagonistas. Con  Gilda Haddock y Esther Sandoval como las villanas principales de esta historia. Está basada en la radionovela Corina Bazán de Inés Rodena.

## Sinopsis
Cristina (Johanna Rosaly), estudia en un elegante internado junto a la frívola Ambar Alsina (Gilda Haddock). Cristina cree que su madre (Maribella García) es viuda pero, fue arrestada cuando era joven.
Resulta ser que Cristina es hermanastra de Ambar, y Rosaura (Esther Sandoval), la madre de Ambar, odia a Cristina y la utiliza como esclava. Cristina se enamora de Rodolfo (José Luis Rodríguez "El Puma"), el novio de Ambar, y Ambar tiene amores con Miguel Ángel (Luis Daniel Rivera).

## Elenco
- José Luis Rodríguez "El Puma" - Rodolfo Alcántara
- Johanna Rosaly - Cristina Bazán
- Orville Miller - César Sandoval
- Alejandra Pinedo - Teresa Alsina
- Gilda Haddock - Ambar Alsina
- Maribella García - Laura Bazán
- Luis Daniel Rivera - Dr. Miguel Ángel Font
- Alba Nydia Díaz - Taina
- Michell Corbiere - Miguelito
- Elsa Román - Madre Superiora
- Esther Sandoval - Rosaura de Alsina
- Walter Rodríguez - Germán
- Marcos Betancourt - lalo
- Georgina Borri
- Maruja Mas
- Rosita Sustache
- Héctor Travieso - Nacho
- Benjamin Morales
- Adamari López

## Versiones
- En el año 2011 se estrenó por ATV en Perú un remake de producción propia de la versión original llamada Ana Cristina protagonizada por Segundo Cernadas y Karina Jordan.

- Datos: Q5186329